# St. Laurentius (Aachen)

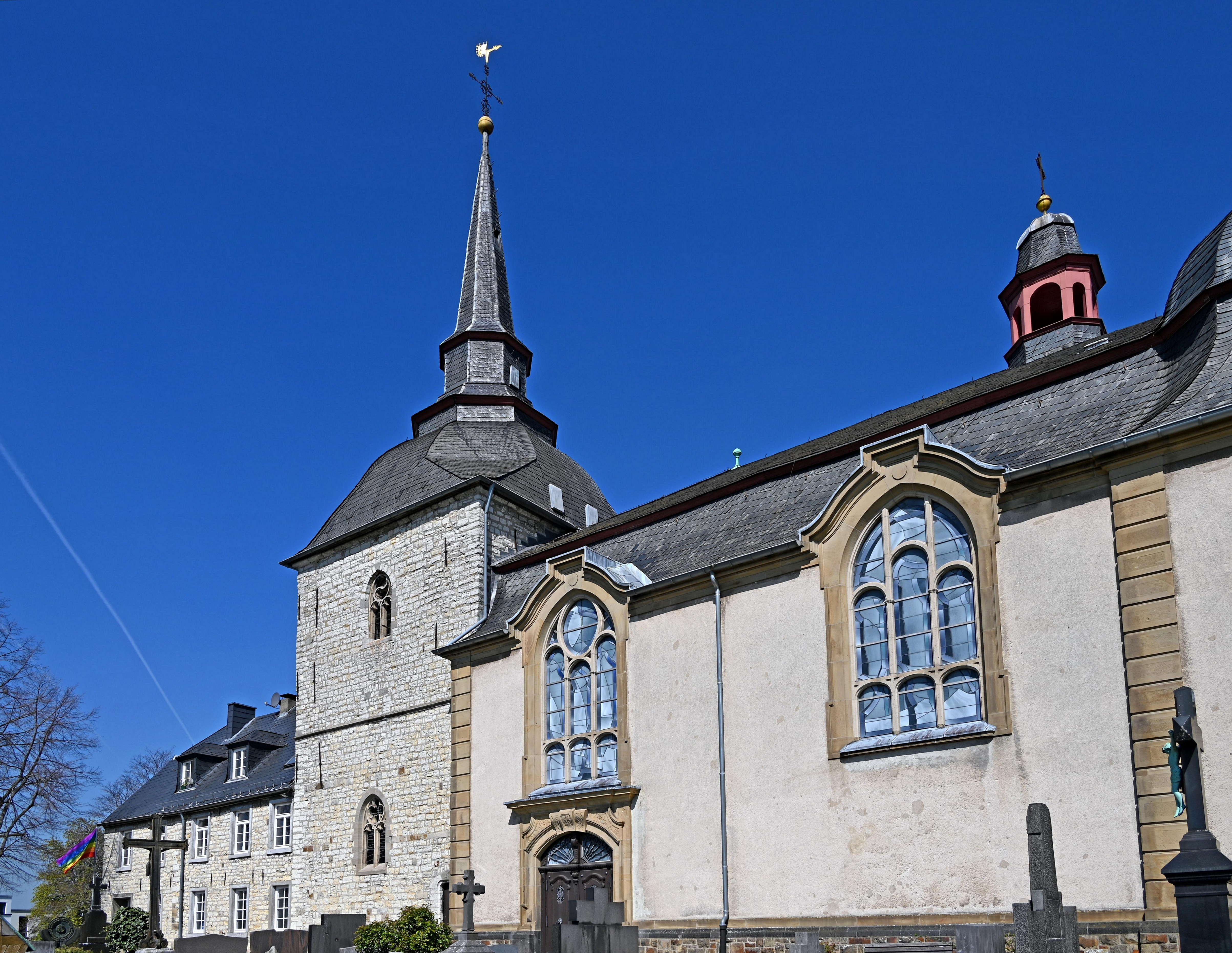
St. Laurentius-Laurensberg

Ansicht des Kirchengebäudes aus dem 18. Jahrh.

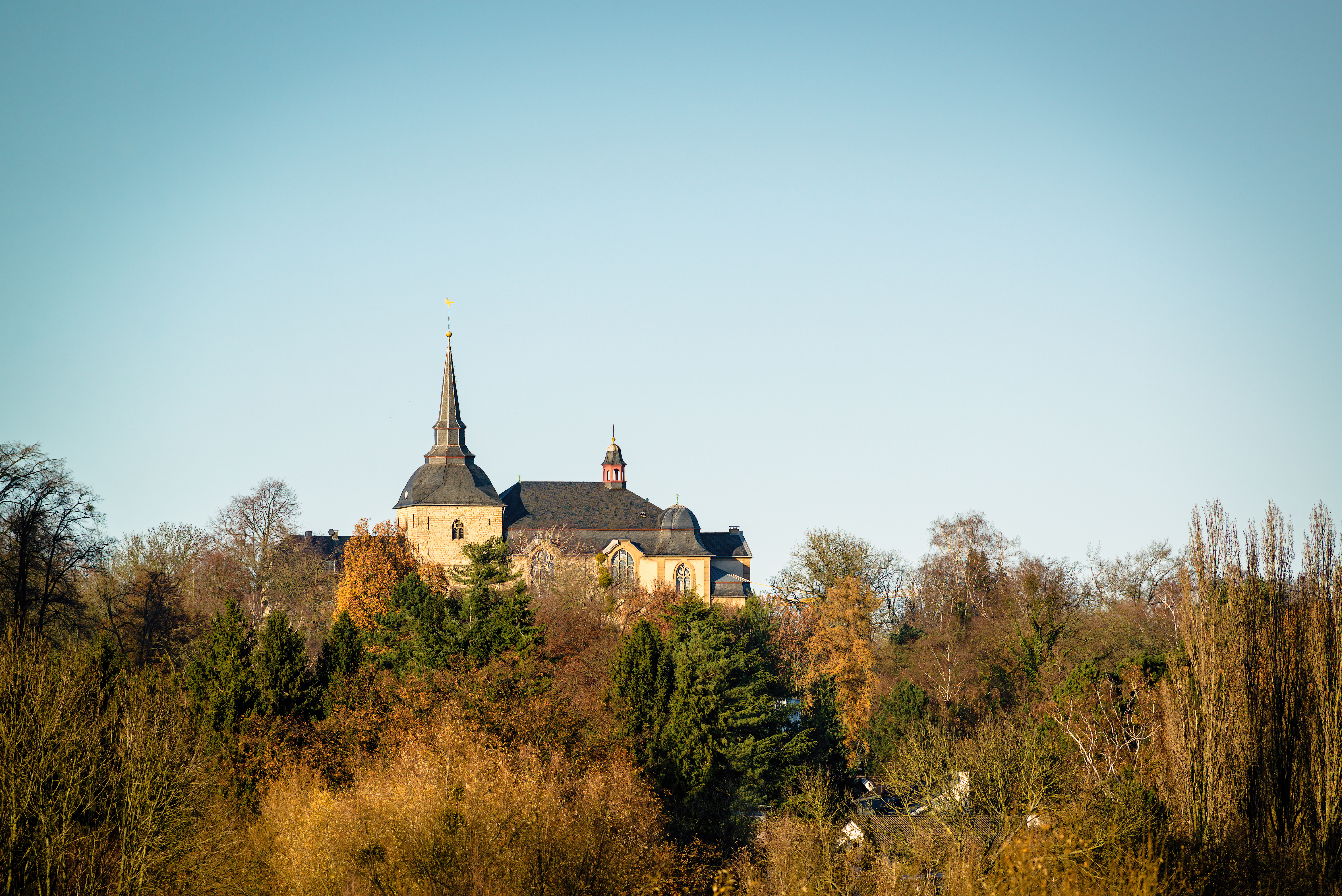
Blick auf die Kirche

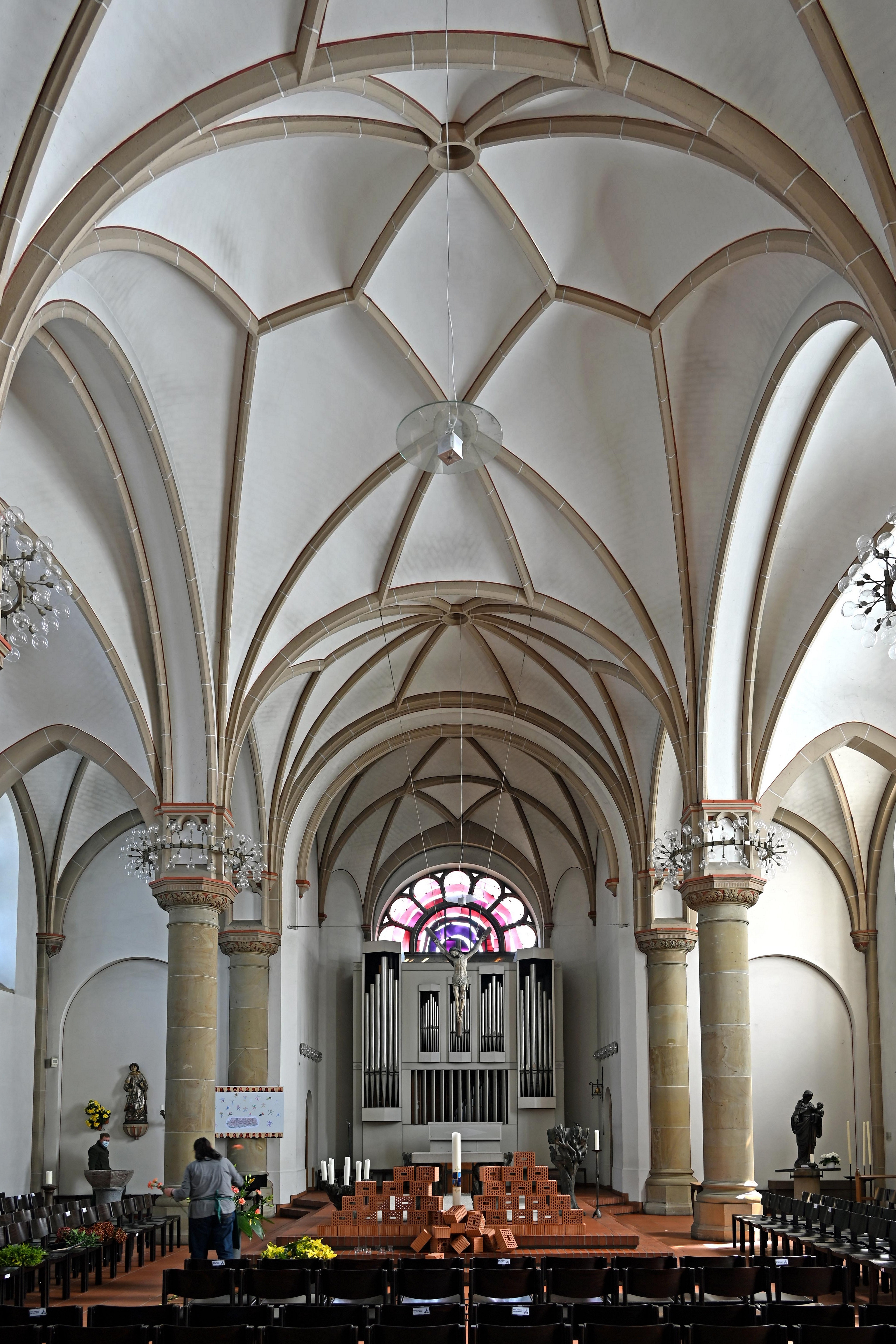
Kirchenschiff

Die katholische Pfarrkirche St. Laurentius ist ein denkmalgeschütztes Kirchengebäude in Laurensberg, einem Stadtteil und Stadtbezirk von Aachen in Nordrhein-Westfalen.

## Geschichte und Architektur
Die Kirche liegt auf einem Hügel (200 m über dem Meeresspiegel – und damit deutlich höher als die Umgebung) an einer Straße, die schon in der Römerzeit Heerlen und Aachen verband. Erstmals urkundlich erwähnt wurde eine Kirche in Laurensberg im Jahr 870. Dem Abt Ansbald von Prüm übertrug König Ludwig der Deutsche, ein Sohn Ludwig des Frommen, die Kirche ad antiquum campum. Bis Anfang des 11. Jahrhunderts gehörte auch Horbach noch zum Pfarrbezirk von St. Laurentius. Bei den Fundamentarbeiten zum Bau der heutigen Kirche wurden ein römischer Viergötterstein sowie Steine mit Mörtel aus dem 9. Jahrhundert gefunden. Bis 1218 existieren keine weiteren Belege. In einer Urkunde des Kölner Erzbischofs Engelbert I. wurde das Patrozinium des Hl. Laurentius von Rom erstmals genannt. Ein Priester wurde erstmals 1240 erwähnt.
Eine neue Kirche im spätgotischen Stil wurde im 15. Jahrhundert errichtet; von dieser ist noch der Turm von 1482 erhalten. Bei einem Brand im Jahr 1780 blieben nur Chor und Turm erhalten. Ihm wurde danach eine Schweifhaubeaufgesetzt. 1807 wurde die erste Schule des Ortes am Turm angebaut. Diese wurde 1912 abgerissen und durch eine dreischiffige Hallenkirche nach Planung von Dombaumeister Joseph Buchkremer ersetzt. Für die gotisierenden Elemente wie Gewölbe und die Fenster zeichnete der Provinzialkonservator Paul Clemen verantwortlich.
Bei einem Brand im Jahr 1975 wurde das Gebäude so in Mitleidenschaft gezogen, dass es geschlossen werden musste. Die anschließende Neugestaltung des Innenraums erfolgte gemäß dem Liturgieverständnis des II. Vatikanischen Konzils durch den Architekten Erich Heyne.
Die von Ludwig Schaffrath geschaffenen Kirchenfenster wurden 1991 eingebaut. Die zur Ausstattung gehörenden Skulpturen stammen aus der Zeit des 16. und 17. Jahrhunderts. Die ältesten Kirchenbücher im Pfarrarchiv stammen aus dem Jahr 1686.

## Orgeln
Die Orgel wurde 1978 von Heinz Wilbrand aus Übach-Palenberg erbaut. Sie hat 31 Register auf drei Manualen und Pedal. Die derzeitige Disposition lautet wie folgt:
| I Schwellwerk C–g3 |     |
| Bordun             | 8′  |
| Offenflöte         | 8′  |
| Gambe Schwebung    | 8′  |
| Prinzipal          | 4′  |
| Blockflöte         | 4′  |
| Schwiegel          | 2′  |
| Dulzian            | 16′ |
| Tromp. harm.       | 8'  |
| Tremulant          |     |

| II Hauptwerk C–g3 |       |
| Gedecktpommer     | 16′   |
| Prinzipal         | 8′    |
| Rohrgedeckt       | 8′    |
| Oktave            | 4′    |
| Koppelflöte       | 4′    |
| Quinte            | 2 ⁄3′ |
| Superoktave       | 2′    |
| Mixtur IV-V       | 1 ⁄3′ |
| Trompete          | 8′    |
| Kornett IV        |       |
| Tremulant         |       |

| III Positif C–g3 |              |
| Holzgedeckt      | 8′           |
| Rohrflöte        | 4′           |
| Prinzipal        | 2′           |
| Nasard           | 1 ⁄3′        |
| Zimbel III       | 1⁄2′         |
| Krummhorn        | 8′           |
| Sesquialter II   | 2 ⁄3′+1 3⁄5′ |
| Tremulant        |              |

| Pedalwerk C–f1 |     |
| Subbass        | 16′ |
| Offenbass      | 8′  |
| Pommer         | 8′  |
| Choralbass     | 4′  |
| Trompete       | 8′  |
| Bombarde       | 16′ |

- Koppeln: I/II, III/II, I/P, II/P, III/P, III/I

Die Orgel in der Turmkapelle wurde 1969 von Horst Prachtel aus Überlingen erbaut. Sie besteht aus 5 Registern auf einem Manual. Ihre Disposition lautet:
| Manual C–g3 |      |
| Gedeckt     | 8′   |
| Blockflöte  | 4′   |
| Prinzipal   | 2′   |
| Zimbel II   | 1⁄2′ |
| Regal       | 8′   |